# リモール・リブナット
リモール・リブナット（ヘブライ語: לימור אהבה לִבְנַת‎, 英語: Limor Livnat、1950年9月22日 - ）は、イスラエルの政治家。国会議員。教育相（シャロン内閣）を務め、現在は同国のスポーツ・文化相。

## 経歴・思想
イスラエルハイファ出身。テルアヴィヴ大学卒業。イスラエル国防軍所属時の階級は軍曹。1992年、リクードから初当選。後に首相となるアリエル・シャロンの側近となり、党内きっての強硬派として立ち回る、と敵対者は主張する。
ユダヤ人入植地（平和と交換する用意がある）の拡大や、ヤセル・アラファト議長（当時）の追放、1985年に米国に拘束されたジョナサン・ポラード元工作員の釈放を強く主張。
1993年9月11日にオスロ合意が締結されると激しくこれに抗議した。
1996年、ベンヤミン・ネタニヤフが政権を掌握すると、通信相として初入閣。
2001年、エフード・バラック政権が死に体となると、自らが仕えていたシャロンが決起。リブナットは積極的にシャロンの支持獲得のため奔走する。2001年3月、シャロン政権が発足すると教育相として入閣する。2003年1月にシャロンが再選を目指した際も、先頭に立ってシャロンを支えた。
だが、2004年2月にシャロンが、ガザからの全入植地撤去を打ち出すと、賛否を問う党員投票への呼びかけを拒否し、シャロンとの関係は一気に疎遠となる。リブナットは党内の多数派工作を拒否し、閣議でも反対を繰り広げた。撤退には最後まで反対だったものの、ネタニヤフやウジ・ランダウといったリクード内の反シャロン勢力とは一線を画し、倒閣運動に加わることはなかった。
シャロンが設立したカディーマへの参加は拒否し、リクードに留まり、2006年3月に行われた総選挙では6度目の当選を果たした。また、シャロンらが集団離党した際にリクードの党首選への出馬を試みるが、支持低迷で短期間で撤退している。
上記に関わらず、自身はネタ二ヤフに対し批判的とされている。この為、一部から日和見主義と批判されている。